# Gunnar Dyhlén
Gunnar Dyhlén, né le 27 juin 1888 à Söderhamn et mort le 26 avril 1964 à Stockholm, est un militaire et un pionnier du ski suédois.
Il est un producteur important de films pédagogiques pour le cinéma militaire suédois.

## Biographie
Karl Gunnar Dyhlén est le fils de Janne Johansson-Dyhlén et Augusta Siljefors, un couple d'agriculteur. Il est diplômé à l'école d'officier en 1911, puis il devient Underlöjtnant (en) (le grade le plus bas dans l'armée suédoise) dans le régiment Jämtland (en) en 1912. Ensuite, il devient capitaine en 1920 au sein de l'Intendenturkåren (sv). En 1921, il est diplômé de l'Académie de la guerre (sv) et en 1939 il est promu major.
Dans l'armée, il occupe des postes sur la communication. Entre 1920 et 1944, il est le chancelier de la Föreningen Armé- Marin- och Flygfilm (sv). Il est directeur du cinéma chez Norstedts entre 1929 et 1934, directeur général de AB Tullbergs Film  et enfin chef de service du cinéma des Forces de défenses suédoises (en) entre 1940 et 1943.
Sur le ski, il publie de nombreux ouvrages et des films. En 1924, il transmet ses connaissances dans un colloque organisé par Svenska Turistföreningen et la délégation suédoise de ski (sv) à Storlien. Ce colloque est considéré comme le point de départ du ski alpin en Suède. Il est l'un des promoteurs de l'iglooisme (sv). 
Gunnar Dyhlén est considéré comme un des pionniers du ski suédois avec Folke Thörn (sv), Olle Rimfors (sv) et Sigge Bergman (en). En 1935, il réalise un film Slalom avec Arne Bornebusch (sv) et les meilleurs athlètes suédois de l'époque afin de promouvoir la discipline dans le pays.

## Vie personnelle
Gunnar Dyhlén est marié à Astrid Källström.
Gunnar Dyhlén est proche des membres de la famille Svartz-Malmberg dont Nanna Svartz.

## Publications

### Livres
- (sv) Gunnar Dyhlén, Skidlöpningens grunder, 1918
- (sv) Gunnar Dyhlén, Skidlöpning i fjällen, 1919 (réédition en 1933)
- (sv) Gunnar Dyhlén, Skidlöparutbildning, 1924
- (sv) Gunnar Dyhlén et Olle Rimfors (sv), Handbok i Skidlöpning Del 1 - Terränglöpning, 1931
- (sv) Gunnar Dyhlén, Handbok i Skidlöpning Del 2 - Skidlöpning i fjällen, 1932

### Articles
- (sv) « Med björnspjut och annare », På skidor : Skid- och friluftsfrämjandets årsbok,‎ 1929 (lire en ligne)
- (sv) « Vinterorientering », På skidor : Skid- och friluftsfrämjandets årsbok,‎ 1938 (lire en ligne)